# Edward Larsson
Carl Edward Larsson, född 1 september 1884 i Stockholm, död 25 september 1962 i Malmö, var en svensk företagsledare.
Larsson, som var son till tapetseraren Carl Johan Larsson och Johanna Lovisa Johansson, utbildade sig i köpmannayrket hos AB Bröderna Langborg i Stockholm 1898–1905 och företog affärsresor för denna firma 1902–1905. Han var handelsresande hos AB Amerikansk Cycle Import 1905, vilken firma ändrade namn till Velociped AB August Lindblad 1912, chef och disponent för denna firmas filial i Malmö 1917–1931, verkställande direktör för Velociped AB Lindblads filial i Malmö och Nymans Verkstäders Försäljnings AB i Malmö från 1932 och ombud för Nymanbolagen AB i Malmö 1947. Han var styrelsesuppleant för Velociped AB Lindblad sedan 1923.  Han var ledamot av Malmö köpmannaförenings nämnd och styrelseledamot i Svenska handelsresandeföreningen sektion i Malmö. Han var ordförande i Cykelfrämjandets Malmökrets och i Öresunds marindistrikts bilbesiktningsnämnd.